# 洛根斯波特 (印地安納州)
洛根斯波特（英語：Logansport）是一個位於美國印地安納州卡斯縣的城市。根據2010年美國人口普查，該地人口為18396人，而該地的面積約為27.67平方千米。同時該地也是卡斯縣的縣治。

## 地理
洛根斯波特的座標為40°45′13″N 86°21′38″W / 40.75361°N 86.36056°W，而該地的平均海拔高度為193米（即633英尺）。